# گوستاف آدولف فردریک مولنگراف
گوستاف آدولف فردریک مولنگراف (انگلیسی: Gustaaf Adolf Frederik Molengraaff; ۲۷ فوریهٔ ۱۸۶۰ – ۲۶ مارس ۱۹۴۲) زمین‌شناس، زیست‌شناس، استاد دانشگاه، و کاشف اهل پادشاهی هلند بود. شهرت او بیشتر در پی بررسی‌های زمین‌شناسی او در آفریقای جنوبی و هند شرقی هلند بوده است. او فیزیک و ریاضیات را در دانشگاه لیدن آموخت. از سال ۱۸۸۲ در دانشگاه اوترخت تحصیل کرد. او در دوران دانشجویی اولین سفر خود را به خارج از کشور انجام داد که به اکسپدیشن ۱۸۸۴–۱۸۸۵ به آنتیل هلند به رهبری ویلم فردریک راینیر سورینگار و کارل مارتین پیوست. او با پایان‌نامه‌ای در زمین‌شناسی سینت یوستیوس دکترا گرفت. او کریستالوگرافی را در مونیخ خواند و در آنجا نیز از این فرصت برای مطالعه زمین‌شناسی کوه‌های آلپ در آن نزدیکی استفاده کرد.
در سال ۱۸۸۸ مولنگراف به‌کار تدریس در دانشگاه آمستردام مشغول شد. پیش از انتساب او دوره‌های زمین‌شناسی توسط شیمیدان یاکوبوس هنریکوس وانت‌هوف ارائه می‌شد. مولنگراف در طول مأموریت خود در آمستردام، به آفریقای جنوبی برای مطالعه ذخایر طلا در (۱۸۹۱) و به بورنئو در (۱۸۹۴) سفر کرد، جایی که بخش‌های زیادی از داخل کشور را کاوش کرد. از تدریس در آمستردام او چندان خوشحال نبود، زیرا در آنجا مواد و شاگردان بسیار کمی در دسترس بودند.
در سال ۱۸۹۷ مولنگراف «زمین‌شناس دولتی» «جمهوری ترانسوال» جمهوری آفریقایی جنوب شد. وظیفه او شروع بررسی زمین‌شناسی ترانسوال بود. در حین نقشه‌برداری از ترانسوال، مجتمع آذرین بوشولد را کشف کرد. در سال ۱۹۰۰ او درگیر جنگ دوم بوئر شد و مجبور شد به هلند بازگردد. این به او فرصت داد تا گزارشی دربارهٔ زمین‌شناسی ترانسوال بنویسد و به سلبس سفر کند، جایی که او (دوباره) ذخایر طلا را مطالعه کرد.